# Брюховский, Михаил Николаевич
Михаил Николаевич Брюховский (22 декабря 1920, Большое Кабанье, Екатеринбургская губерния — 17 декабря 1995, Полетаево, Челябинская область) — полный кавалер ордена Славы, участник Великой Отечественной войны, младший лейтенант. После войны работал агрономом.

## Биография
Михаил Николаевич Брюховский родился 22 декабря 1920 года в крестьянской семье в селе Большое Кабанье Кабанского сельсовета Кабанской волости Шадринского уезда Екатеринбургской губернии, ныне село входит в Шадринский муниципальный округ Курганской области.
С 1935 года член ВЛКСМ.
В 1940 году окончил Тюменский сельскохозяйственный техникум. Работал участковым агрономом Побочинской МТС Одесского района Омской области, провёл только одну посевную и 12 июня 1940 года был призван в Рабоче-крестьянскую Красную Армию.
Участник Великой Отечественной войны с 6 августа 1941 года. Был торпедистом крейсера «Червона Украина» Черноморского флота, был ранен. Лечился в госпитале № 7525 г. Омска.
Воевал на Ленинградском, Волховском, Карельском, Северном и 2-м Белорусском фронтах. Четыре раза был ранен.
С июня 1942 года служил в 1-м отдельном стрелковом батальное 2-й отдельной бригаде морской пехоты Балтийского флота (30 августа 1942 года переименована в 48-ю отдельную морскую стрелковую бригаду), в составе этой части принимал участие в боях на Ораниенбаумском плацдарме, в боях по освобождению Ленинграда от блокады. Был ранен.
После госпиталя направлен в 23-ю отдельную разведывательную роту 65-й стрелковой дивизии. В составе этой дивизии, с декабря 1944 года — 102-й гвардейской стрелковой дивизии, прошел до Победы.
Участвовал в боях за освобождение Новгорода, Нарвы, Пскова. В июне-сентябре 1944 года в составе дивизии принимал участие в Свирско-Петрозаводской наступательной операции, в сентябре-октябре освобождал Советское Заполярье, Северную Норвегию.
В ночь на 25 октября 1944 года старшина первой статьи Брюховский во главе разведгруппы участвовал в разгроме вражеского гарнизона на станции Бьёрневанд. В этом бою группа разведчиков уничтожила около двухсот немцев, захватила богатые трофеи: 7 паровозов, 400 вагонов и 5 складов с боеприпасами и продовольствием, 18 автомашин с горючим, было освобождено 4500 норвежцев.
Приказом по 65-й гвардейской стрелковой дивизии от 6 ноября 1944 года за мужество и отвагу проявленные в боях старшина Брюховский Михаил Николаевич награждён орденом Славы III степени.
В конце 1944 года, после завершения боевых действий на севере, дивизия, ставшая 102-й гвардейской, была передана в состав 19-й армии 2-го Белорусского фронта. В составе 107-й отдельной гвардейской разведывательной роты гвардии старшина Брюховский участвовал в боях за освобождение Польши.
24-27 февраля 1945 года в боях на территории Польши гвардии, командуя разведывательной группой, следуя впереди 316-го гвардейского стрелкового полка, в районе населенного пункта Шлохау на протяжении 30 километров прикрывал левый фланг дивизии от внезапных контратак противника. При этом разведчики захватили в плен двух пленных. Контролируя движение по дорогам в тылу противника гвардии своевременно передавал по радио в штаб дивизии разведданные. Разведгруппа с боем захватила 3 населенных пункта, уничтожив при этом около 30-ти противников.
Приказом по войскам 19-й армии от 27 марта 1945 года за мужество и отвагу проявленные в боях старшина награждён орденом Славы II степени.
29 марта 1945 года гвардии старшина первой статьи Брюховский близ населенного пункта Айхенберг, действовал с разведчиками впереди боевых порядков наступающих подразделений. Ворвался в траншею противника, уничтожил до 20 противников, захватил 6 орудий, лично пленил 2 солдат.
4 апреля во главе разведгруппы овладел населенным пунктом Коссакау, 9 км северо-западнее города Гдыня, сразил много вражеских солдат, офицера. Последний свой бой провёл в Германии на острове Рюген.
Указом Президиума Верховного Совета СССР от 29 июня 1945 года за образцовое выполнение заданий командования в боях с немецко-вражескими захватчиками исполняющий обязанности командира разведывательного взвода 107-й отдельной гвардейской разведывательной роты гвардии старшина первой статьи Брюховский Михаил Николаевич награждён орденом Славы I степени. Стал полным кавалером ордена Славы.
После войны продолжил службу в армии, стал офицером. 18 февраля 1946 года младший лейтенант Брюховский был демобилизован.
Жил в поселке Полетаево Сосновского района Челябинской области.
В 1947—1948 годах — участковый агроном, старший агроном Челябинского управления сельского хозяйства.
В 1948—1957 годах — главный агроном Челябинского управления сельского хозяйства.
В 1958—1968 годах — главный агроном Полетаевской МТС, затем Полетаевского совхоза.
С 1963 года член КПСС.
В 1968—1981 годах — Председатель рабочего комитета Полетаевского совхоза.
Михаил Николаевич Брюховский скончался 17 декабря 1995 года в посёлке Полетаево Сосновского района Челябинской области.

## Награды
- Орден Отечественной войны I степени, 6 апреля 1985 года[5]
- Орден Отечественной войны II степени, 31 октября 1944 года[6]
- ордена Славы I степени № 547, 29 июня 1945 года[7][8][9]
- ордена Славы II степени № 11399, 27 марта 1945 года[10]
- ордена Славы III степени, 6 ноября 1944 года[11]
- 17 медалей, в том числе
  - две медали «За отвагу»
  - Медаль «За оборону Ленинграда», 29 июля 1943 года[12]
  - Медаль «За оборону Советского Заполярья»
  - Медаль «За победу над Германией в Великой Отечественной войне 1941—1945 гг.»
  - Медаль «Ветеран труда»
  - Медаль «За освоение целинных земель»
- Звание «Почётный гражданин Сосновского района», 25 декабря 1994 год[13].
- Знак «Ветеран Челябинской области»
- Участник ВДНХ СССР

## Память
- Мемориальная доска, открыта 9 мая 2019 года на здании МКОУ «Батуринская средняя общеобразовательная школа им. М. И. Важенина», Курганская область, Шадринский муниципальный округ, село Батурино, пер. Южный, 1а — 55°51′37″ с. ш. 63°39′41″ в. д.HGЯO[14]

## Семья
- Жена — Валентина Андреевна[15]
- Дочь — Людмила Михайловна
- Сын — Леонид Михайлович